# رود راش (لعبة فيديو)
رود راش (بالإنجليزية: Road Rash)‏ ، هي لعبة فيديو إلكترونية من نوع سباقات وشجار ، أنتجت سنة 1991م ونشرها شركة إلكترونيك آرتس الأمريكية.

## أهداف اللعبة
تبدأ اللعبة بمنافسة 16 متسابقاً في إحدى الطرق في مناطق غرب الولايات المتحدة ، وفي أثناء اللعبة وجب على المتسابق ضرب منافسين آخرين أو أخذ أحد الأسلحة البيضاء كالعصا الحديدية أو السوط ليضرب منافساً آخر ، وكما وجب على السائق الحذر من مطاردة الشرطة أو أن السيارات القادمة تقوم بدهسه ، وفي حال الفوز يستلم الجوائز أما الخاسر فيتعرض لسوء الحظ مثل انفجار الدراجة النارية.